# Azawad
L'Azawad o Azauad (in arabo  دولة أزواد المستقلة‎?, Dawlat Azawād al-mustaqilla, "Stato indipendente dell'Azawād"; in neo-tifinagh ⴰⵣⴰⵓⴷ; in francese État indépendant de l'Azawad, oppure con la grafia francese Azaouad) è un territorio del Mali che per breve tempo ha costituito uno Stato non riconosciuto, dichiarando unilateralmente la propria indipendenza dal Mali il 6 aprile 2012: dopo violenti combattimenti tra tuareg ed esercito maliano, i tuareg presero il controllo del territorio e occuparono il capoluogo Gao, dichiarando poco dopo l'indipendenza, ma vi rinunciarono il 14 febbraio 2013. La sua densità è poco meno di un abitante e mezzo per km².
Il nome Aẓǎwad o Ǎẓawaģ si riferiva un tempo propriamente alle regioni a nord di Timbuctù, ma ultimamente viene utilizzato genericamente per indicare la regione abitata dal principale gruppo di persone di lingua tamashek. Il territorio è formato principalmente dalle grandi distese saheliane e sahariane abitate dai nomadi tuareg: è emerso come problema geopolitico a causa del movimento separatista Movimento Nazionale di Liberazione dell'Azawad, che ha combattuto l'esercito maliano con l'obiettivo di dare vita ad una repubblica indipendente con identità tuareg, obiettivo temporaneamente raggiunto nell'aprile 2012.

## Geografia
L'Azawad viene storicamente riconosciuto con la vallata asciutta che un tempo ospitava un ramo settentrionale del fiume Niger. Il fiume Azawad scorreva per circa 1600 km in epoca preistorica (asciugandosi dopo il neolitico subpluviale, tra il VII ed il IV millennio a.C.), e creava un bacino di circa 420.000 km². La sua valle, che i geologi chiamano bacino degli Iullemmeden, va dalle pendici occidentali dei monti Aïr a tutto il Sahara di Niger e Mali, incrociando il fiume Niger nei pressi di Gao. Confina ad est con il massiccio Adrar degli Ifoghas in Mali e Algeria, a sud con il fiume Niger ad ovest e con le colline Ader Douchi ad est e, a seconda delle interpretazioni, va a nord fino alle pendici meridionali del massiccio dell'Ahaggar.
In Mali viene usato il termine Azawak per riferirsi a questa zona, mentre in Niger si usa spesso Azawagh. In Niger l'Azawagh include solitamente le città di Abalak, Tchintabaraden, Tiliya, Ingall e Tabalaq.
La regione di Azawad è generalmente piatta, e i suoi 822 000 km² formano un'immensa pianura rotta occasionalmente da creste montuose. Le scarpate dividono una serie di altopiani in arenaria, il più alto dei quali raggiunge l'altezza di 500 metri, spesso ricchi di materiali. Circa tre quarti dell'area di Azawad è desertica o semidesertica. A causa di una grave siccità il deserto si sta allargando fin dagli anni sessanta.

## Demografia
L'area è dominata dalle popolazioni Kel Tamashek, oltre che da alcune tribù nomadi di origine araba tra cui gli hassaniyya (detti anche arabi Azawagh, da non confondere con gli arabi di Diffa) al confine nord-occidentale ed i wodaabe Fulani del Niger. Azawagh è il centro della federazione Iwellemeden Kel Denneg.

## Organizzazione sociale
Nella società mora i musicisti occupano la casta più bassa, la iggawin. I musicisti di questa casta solitamente usano le canzoni per rendere onori ai guerrieri ed ai propri protettori. Gli iggawin hanno anche il tradizionale ruolo di messaggeri, portando notizie tra i villaggi. Nell'odierna Mauritania, i musicisti professionisti non sono pagati da nessuno per suonare. A volte chi li commissiona registra le esibizioni, e sono loro, e non i musicisti stessi, ad essere considerati proprietari della registrazione.
Tra gli strumenti musicali tradizionali si trova un liuto a quattro corde a forma di clessidra, chiamato tidinit. Tra gli strumenti a percussione ci sono il tbal (un tamburo fatto con un bollitore) ed il daghumma (un sonaglio).

## Storia
La regione dell'Azawad è stata parte di:
- Impero Gao (IX sec.)
- Impero Songhai (circa 1340–1591)
- Pashalik di Timbuktu (XVI-IXI sec., formalmente parte dell'Impero del Marocco)
- colonia del Sudan francese (1890-1960)
- Federazione del Mali (1959-1960)
- Repubblica del Mali (1960-2012; 2013–oggi)

Come parte della Repubblica del Mali, si sono avute le seguenti rivolte da parte della popolazione Tuareg:
- prima Ribellione (1962–1964)
- seconda Ribellione (1990–1995)
- terza Ribellione (2007–2009)
- quarta Ribellione e proclamazione dell'indipendenza (2012–2013)

## Politica

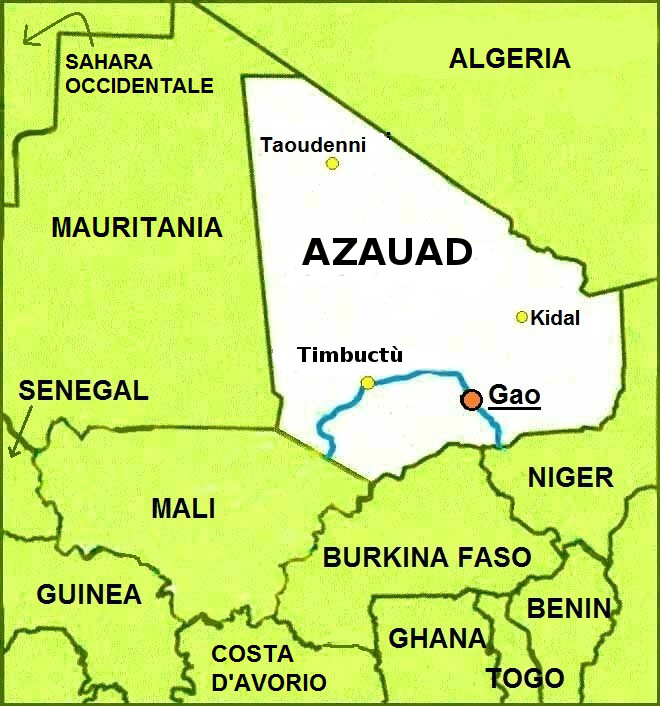
Mappa dell'Azawad

Nel 1960, il Mali conquistò l'indipendenza e l'Azawad divenne parte del territorio nazionale. I neri africani e i bianchi, o Azawadi (arabi e tuareg), iniziarono a vivere in pace in Mali, nonostante alcuni periodi di tensione sociale.
Tradizionalmente, esiste un certo risentimento nei confronti del controllo centralizzato esercitato dal Mali. Nella regione sono attivi numerosi gruppi indipendentisti, o ribelli, molti dei quali sono apparsi per la prima volta durante la guerra civile del Mali dei primi anni novanta. Alcuni di questi movimenti reclamano l'indipendenza di questa zona e delle regioni di Azawagh e Ayr fin dal 1988, come parte di una più estesa terra natale dei Tuareg pan-sahariani, mentre altri si limitano a chiedere migliori servizi, o il riconoscimento dello status di regione autonoma. Rivolte sono scoppiate periodicamente fin dal 1990.
Alla fine del 2006, una rivolta nella regione di Kidal fu sedata grazie alla mediazione algerina tra il governo centrale e i ribelli Tuareg. La scoperta di petrolio nel 2006 in territorio Azawad e la guerra anti-terrorismo, soprattutto dopo che alcuni rapporti indicavano la presenza del Gruppo Salafita per la Predicazione e il Combattimento in quest'area, peggiorarono le relazioni, aprendo una crisi tra il governo del Mali e i ribelli Azawadi che chiedevano indipendenza.

### La guerra civile
Approfittando del Colpo di Stato in Mali del 2012, è ripresa la guerra civile che ha portato l'etnia tuareg (laica) del Movimento Nazionale di Liberazione dell'Azawad ad allearsi con alcune frazioni fondamentaliste (Ansar Dine) - aderenti al Gruppo Salafita per la Predicazione e il Combattimento, che ha poi assunto la denominazione di al-Qa'ida nel Maghreb islamico - a prendere il controllo dell'Azawad, proclamando unilateralmente l'indipendenza.
Nel corso degli scontri, sono state distrutte numerose reliquie della locale tradizione sufi e le tombe stesse (marabutti) di alcuni santi musulmani (tra cui l'antico mausoleo dedicato ad Alpha Moya e le sepolture di Sidi Mahmud, Sidi el-Mukhtar, Sidi Elmety, Mahamane Elmety e Shaykh Sidi Amar), a causa dell'accesa ostilità iconoclastica del Wahhabismo verso qualsiasi forma di culto che non sia rivolta ad Allah.
Dal dicembre 2012, sono ripresi gli scontri con le forze armate del Mali, e gli islamisti hanno iniziato a invadere il sud del paese, espugnando una città centrale, Konna, e minacciando da vicino la stessa capitale Bamako. Questa situazione ha portato nel gennaio 2013 la Francia a intervenire, facendo riferimento a una risoluzione ONU del gennaio 2012. Lo Stato francese ha schierato sul campo 750 uomini e ha promesso l'invio di altri 1700. Anche i Paesi nordafricani dell'Ecowas hanno annunciato l'invio di 3000 soldati.